# Кузнецов, Андрей Владимирович
Андрей Владимирович Кузнецов (род. 25 апреля 1985, Уфа) — российский хоккеист, вратарь.

## Биография
Воспитанник «Салавата Юлаева». Начинал играть во второй команде в первой лиге первенства России в сезоне 2001/02. Провёл два матча за «Салават Юлаев» в Суперлиге — 12 марта 2004 года в гостевом матче против магнитогорского «Металлурга» (4:6) вышел после первого периода при счёте 0:4, заменив Константина Симчука. 14 марта в гостевом матче против «Динамо» Москва (1:4) заменил Симчука после второго периода при счёте (0:2). Играл в низших лигах за команды ЦСК ВВС Самара (2005/06),«Торос» Нефтекамск (2006/07 — 2008/09), «Белгород» (2009/10, 2010/11), «Дизель-2» Пенза (2010), «Белгород» (2010/11), «Брянск» (2011/12).
Серебряный призёр молодёжного чемпионата мира 2005 года.